# Sergentomyia inermis
Sergentomyia inermis är en tvåvingeart som först beskrevs av Oskar Theodor 1938.  Sergentomyia inermis ingår i släktet Sergentomyia och familjen fjärilsmyggor. Inga underarter finns listade i Catalogue of Life.